# IC 4019
IC 4019 је појединачна звијезда у сазвјежђу Береникина коса која се налази на листи објеката дубоког неба у Индекс каталогу.
Деклинација објекта је + 23° 43' 10" а ректасцензија 13h 0m 17,2s.